# Attaque de Kravica
 (juin 2022).
La mise en forme du texte ne suit pas les recommandations de Wikipédia : il faut le « wikifier ».
Les points d'amélioration suivants sont les cas les plus fréquents :
- Les titres sont pré-formatés par le logiciel. Ils ne sont ni en capitales, ni en gras.
- Le texte ne doit pas être écrit en capitales (les noms de famille non plus), ni en gras, ni en italique, ni en « petit »…
- Le gras n'est utilisé que pour surligner le titre de l'article dans l'introduction, une seule fois.
- L'italique est rarement utilisé : mots en langue étrangère, titres d'œuvres, noms de bateaux, etc.
- Les citations ne sont pas en italique mais en corps de texte normal. Elles sont entourées par des guillemets français : « et ».
- Les listes à puces sont à éviter, des paragraphes rédigés étant largement préférés. Les tableaux sont à réserver à la présentation de données structurées (résultats, etc.).
- Les appels de note de bas de page (petits chiffres en exposant, introduits par l'outil «  Source ») sont à placer entre la fin de phrase et le point final[comme ça].
- Les liens internes (vers d'autres articles de Wikipédia) sont à choisir avec parcimonie. Créez des liens vers des articles approfondissant le sujet. Les termes génériques sans rapport avec le sujet sont à éviter, ainsi que les répétitions de liens vers un même terme.
- Les liens externes sont à placer uniquement dans une section « Liens externes », à la fin de l'article. Ces liens sont à choisir avec parcimonie suivant les règles définies. Si un lien sert de source à l'article, son insertion dans le texte est à faire par les notes de bas de page.
- La présentation des références doit suivre les conventions bibliographiques. Il est recommandé d'utiliser les modèles {{Ouvrage}}, {{Chapitre}}, {{Article}}, {{Lien web}} et/ou {{Bibliographie}}. Le mode d'édition visuel peut mettre en forme automatiquement les références.
- Insérer une infobox (cadre d'informations à droite) n'est pas obligatoire pour parachever la mise en page.

Pour une aide détaillée, merci de consulter Aide:Wikification.
Si vous pensez que ces points ont été résolus, vous pouvez retirer ce bandeau et améliorer la mise en forme d'un autre article.
L' attaque de Kravica a eu lieu le 7 janvier 1993 à côté de Bratunac en Bosnie-Herzegovine, lorsque les forces musulmanes de l'ARBiH, dirigées par Naser Orić, ont attaqué un village défendu par les gardes du village.

## Les victimes
43 à 46 personnes sont mortes dans l'attaque du côté serbe : 30 à 35 villageois armés et 11 à 13 civils. Il y avait un survivant, qui se trouvait dans son trou d'eau principal. L'événement est encore marqué par la polémique. La Republika Srpska a affirmé que toutes les maisons avaient été systématiquement incendiées par un groupe armé bosniaque, mais cela n'a pas pu être vérifié de manière indépendante lors du procès de Naser Orić par le TPIY, où les juges ont conclu que de nombreuses maisons avaient déjà été détruites pendant la guerre.
Les pertes civiles dans le village ont conduit à des allégations de la Serbie selon lesquelles les forces bosniaques avaient perpétré un massacre. Orić a été acquitté des charges relatives aux meurtres, puis acquitté de toutes les charges en appel.
Les victimes du massacre, outre les gardes du village, étaient également des enfants et des personnes âgées.
La plus jeune victime, Vladimir Gajic 4 ans et Novica Bogicevic 14 ans.
La victime la plus âgée du massacre était la vieille femme immobile Mara Božić âgée de 89 ans, qui a été maltraitée et incendiée vive par des soldats musulmans, puis son fils a été tué.
Negosav (80 ans) et sa femme immobile Krstina Erić (81 ans) ont été torturés et incendiés dans leur maison.
La vieille femme Ljubica Obačkić (75 ans) a été tuée alors qu'elle revenait de la liturgie du matin dans l'église du village, et le pathologiste Dr Zoran Stanković a déclaré dans son cas des blessures telles qu'une blessure par balle au côté droit du cou, ainsi qu'une fracture dans la zone frontale centrale, qui montre des traces de torture.
L'immobile Tankosava Stevanović (55 ans) a été capturée et maltraitée par des soldats musulmans et brutalement tuée avec une arme blanche, et le pathologiste a trouvé au moins 15 coups de couteau.
Nevenka Đukanović (45 ans) a également été maltraitée dans sa maison. Selon certaines histoires, les soldats d'Orić lui ont coupé la tête, cependant, ni elle ni le corps de son cousin Vidosava Trišić n'ont encore été retrouvés et ils sont portés disparus.
Le corps de Radmila Lukić a été retrouvé avec plusieurs coups de couteau et des blessures par balle dans la cour, et parmi les victimes figuraient Vladimir Stojanović de 78 ans, Drago Lazić de 80 ans, Vaso Nikolić de 75 ans, Risto Popović de 73 ans, Risto Popović 73 ans, Milo Jokić de 66 ans, Boško Đukanović 65 ans, Vaso Nikolić 65 ans.
Il y a eu 82 blessés, tandis que pendant toute la guerre, Kravica a perdu 158 habitants. 690 maisons et bâtiments auxiliaires ont été incendiés, l'église des Saints Apôtres Pierre et Paul a été rasée, des cimetières ont été détruits et des tombes creusées. Avant l'incendie criminel, un vol généralisé a été perpétré par plusieurs milliers de civils qui ont pris part à l'attaque avec les soldats de l'armée de la RBiH.
Après le pire hiver et la neige abondante, les réfugiés ont traversé la rivière Drina et sont entrés en Serbie.
En mars 1993, l'armée de la Republika Srpska lance une contre-offensive et reprend Kravica après 70 jours. Ce n'est qu'alors que les habitants du village de Kravice ont pu enterrer leurs morts au cimetière de Bratunac.
Le président de la Serbie, Boris Tadić, a assisté à la commémoration des victimes a Kravica en 2006.